# Łany (Opatów)
Pour les articles homonymes, voir Łany.
Łany est une localité polonaise de la gmina de Wojciechowice, située dans le powiat d'Opatów en voïvodie de Sainte-Croix.